# Isla de Jor

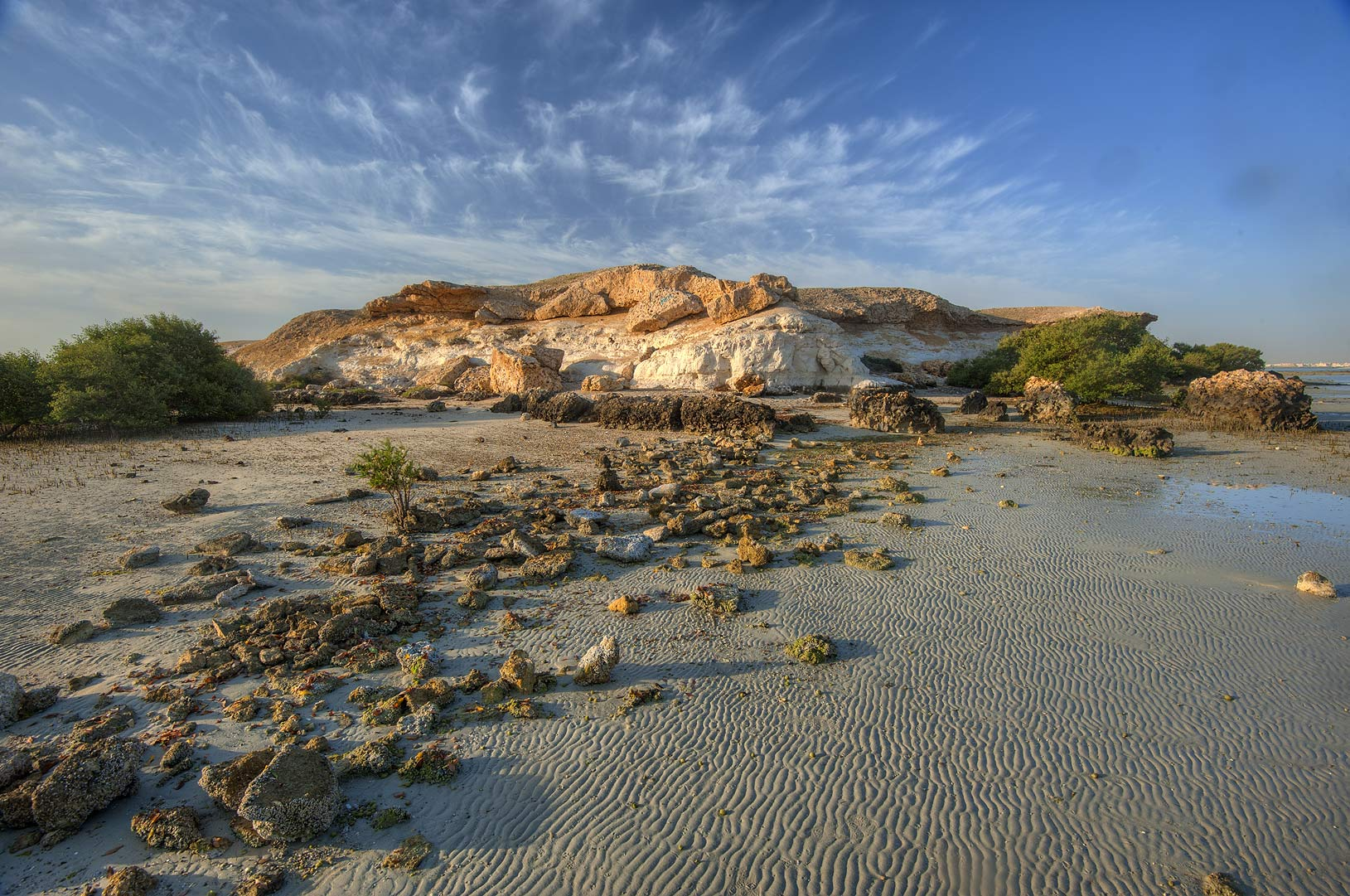
Loma en el extremo norte de la isla.

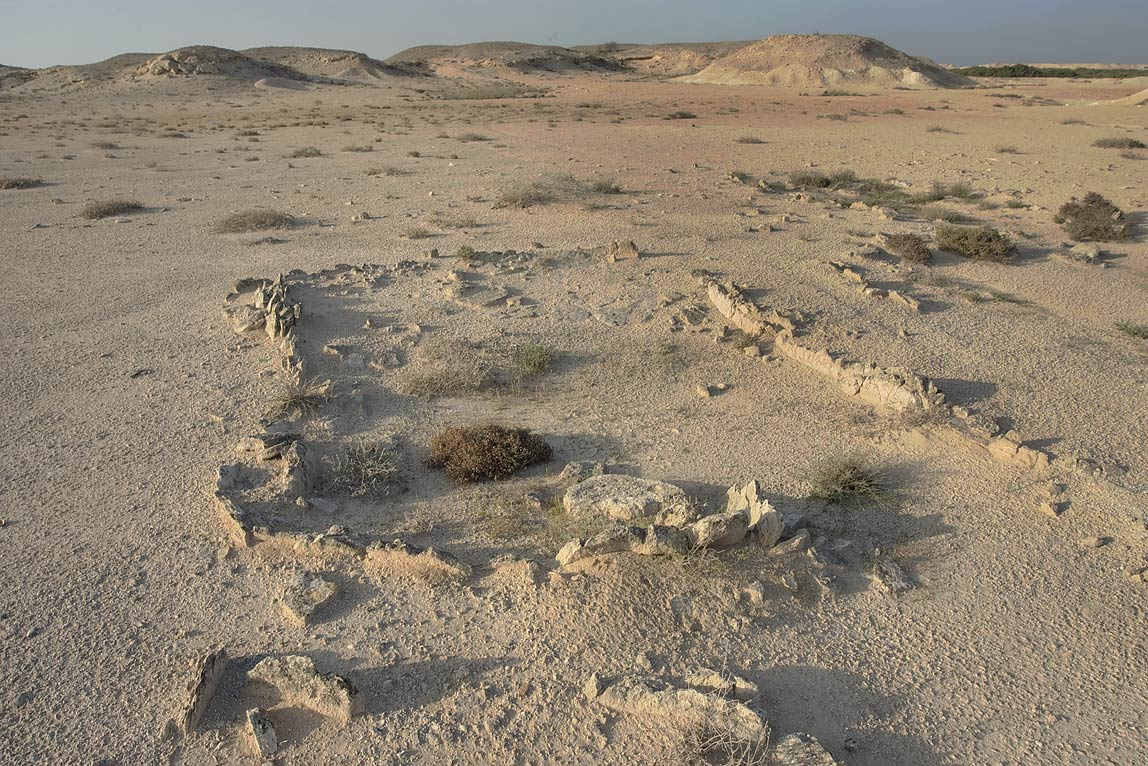
Excavación del yacimiento de tintes casitas de la isla.

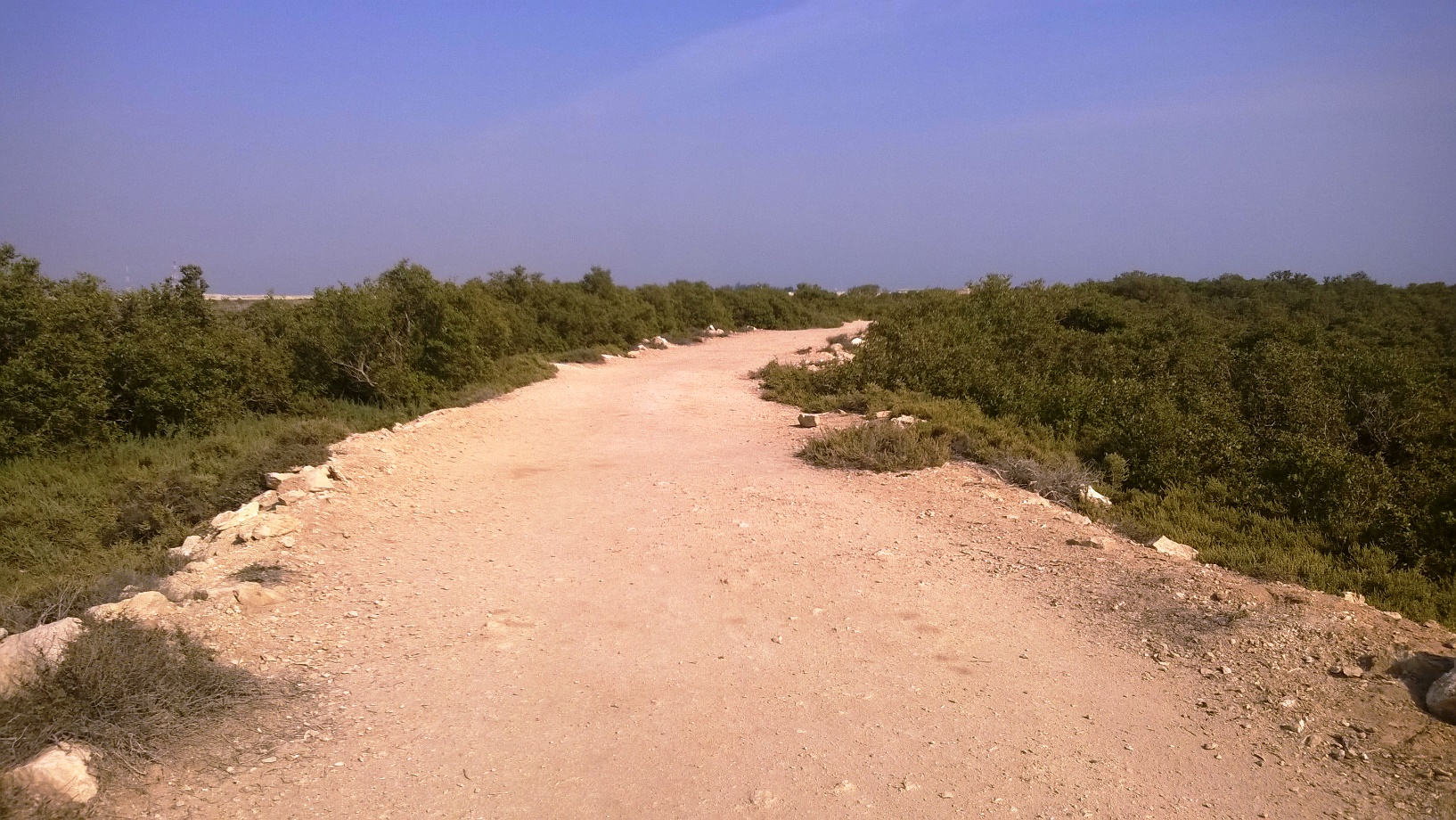
Camino de tierra en la isla.

La Isla de Jor (en árabe: جزيرة الخور‎: “bahía”), también conocida como Jazirat bin Ghanim  e Isla Púrpura, es una isla situada en el municipio de Jor, en la costa noreste de Catar. Alberga el único yacimiento arqueológico del país atribuible al 2000 a C. Existen cuatro periodos principales de ocupación en la isla, que van desde el año 2000 a. C. hasta el 1900 d. C., aproximadamente. La isla es conocida sobre todo por ser el lugar donde funcionaba una industria de tintes  de púrpura controlada por los casitas en el 2000 a C.

## Geografía
Está situada a unos 50 km al norte de la capital Doha. Está unida a tierra por un camino de tierra estrecho que atraviesa varios arroyos.
Con una superficie de 1,67 km², la isla se encuentra en el lado oriental de una bahía protegida a la que da la ciudad de Jor. La anchura de la bahía oscila entre 2,2 y 6,5 km. Está unida al mar abierto por un canal de unos 750 metros de ancho en su extremo sur. Está separada de la ciudad de Jor por una distancia de 420 metros en bajamar. Frente a su costa sureste y este se encuentran numerosos manglares (Avicennia marina). No se ha detectado agua potable en la isla, pero se sabe que hay fuentes cercanas.
Aquí se pueden observar numerosos afloramientos de piedra caliza, el más alto de los cuales mide aproximadamente 8,5 m. En la costa hay formaciones de roca de playa friables y de superficie plana, sobre las que se descubrieron varias conchas de caracol marino. Mientras que los afloramientos relativamente altos contienen rastros de estructuras hechas por el hombre, como túmulos funerarios, la gran mayoría de los descubrimientos arqueológicos se hicieron en las zonas llanas que rodean estos afloramientos.

## Arqueología

### Neolítico
La ocupación definitiva de la isla durante el Neolítico no es concluyente. Se descubrieron varios campamentos neolíticos y tiestos del Ubaid aproximadamente a 6 km al este de la isla. Se ha sugerido que la isla fue visitada por estos habitantes neolíticos.

### Período Dilmun antiguo
La cerámica originaria de la civilización Dilmún sugiere que la isla estuvo vinculada a la civilización basada en Baréin entre 2000 y 1750 a. C. Las cerámicas que datan del período Dilmun temprano consisten principalmente en jarras de tamaño medio y ollas de cocina. Los asentamientos que datan del período Dilmún pueden haber sido establecidos para agilizar los viajes comerciales entre Baréin y el asentamiento importante más cercano en el Golfo Pérsico, Tell Abraq. Otra hipótesis es que los campamentos fueran creados por pescadores visitantes o pescadores de perlas de Dilmún. También se ha sugerido que la presencia de cerámica es indicativa de comercio entre los habitantes de la isla de Jor y la civilización de Dilmún, aunque esto se considera poco probable debido a la escasa población de Catar durante este período.

### Período casita
Los casitas explotaron una industria de tintes de púrpura, obtenida del  murex,  en la isla desde c. 1400 hasta 1100 a .C. También hubo relaciones comerciales entre los habitantes de Catar y los casitas. La obtención del múrex es coetánea a la de la civilización minoica. Entre los hallazgos había 3 000 000 de conchas de caracolas  trituradas y trozos de cerámicas. Se ha afirmado que la isla es el lugar de la primera producción conocida de tinte púrpura de moluscos.

### Periodo sasánida
Los artefactoss originarios de finales del período sasánida, desde c. 400 a 600 d. C, se encontraron aquí.

### Periodo islámico tardío
La isla de Al Khor estuvo habitada durante el periodo islámico tardío, entre 1700 y 1900.

### Descubrimiento
La Misión Arqueológica Francesa en Catar, un equipo francés dirigido por Jacques Tixier, descubrió el yacimiento en 1976.

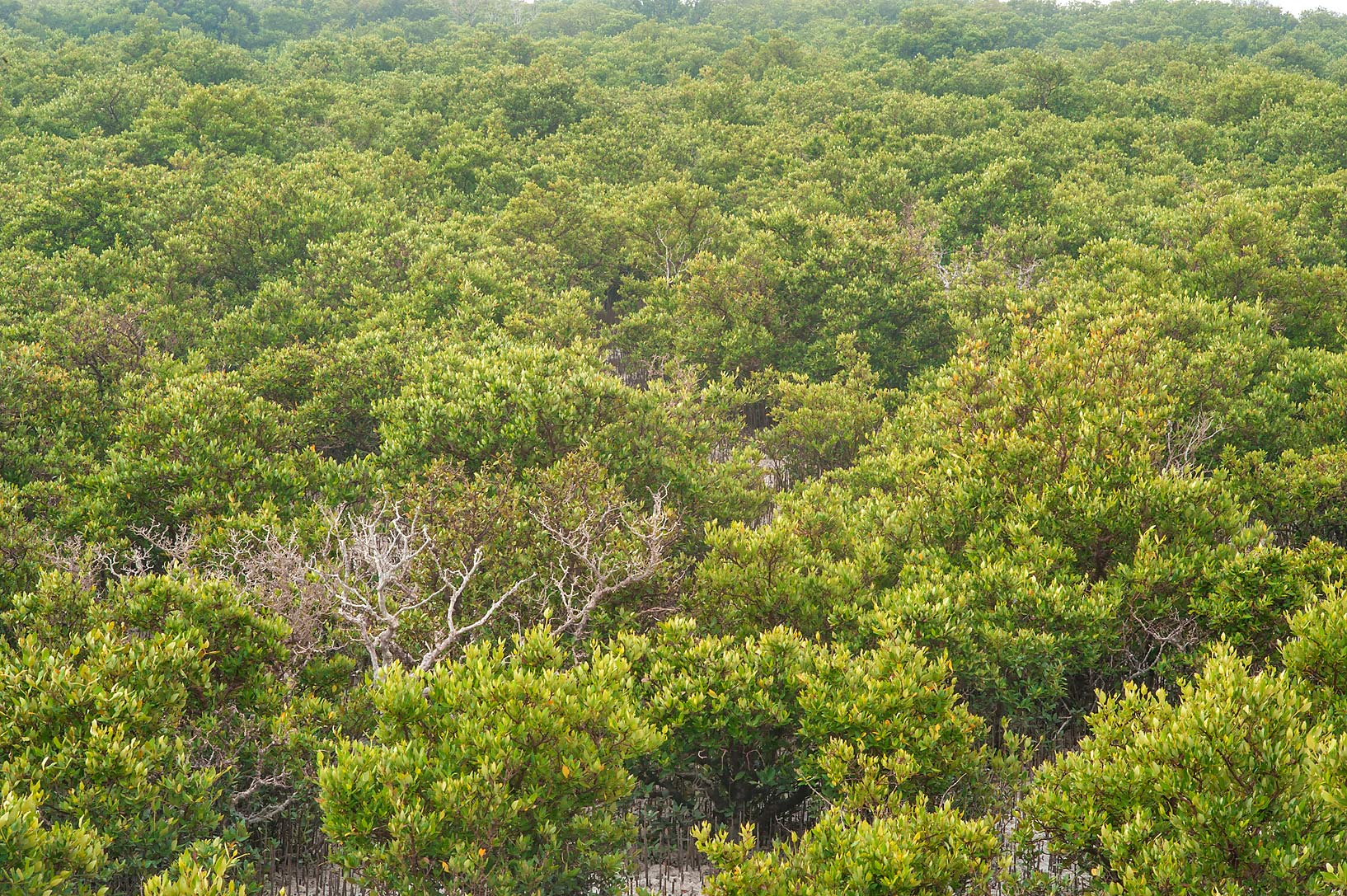
Manglares en las marismas de la isla.
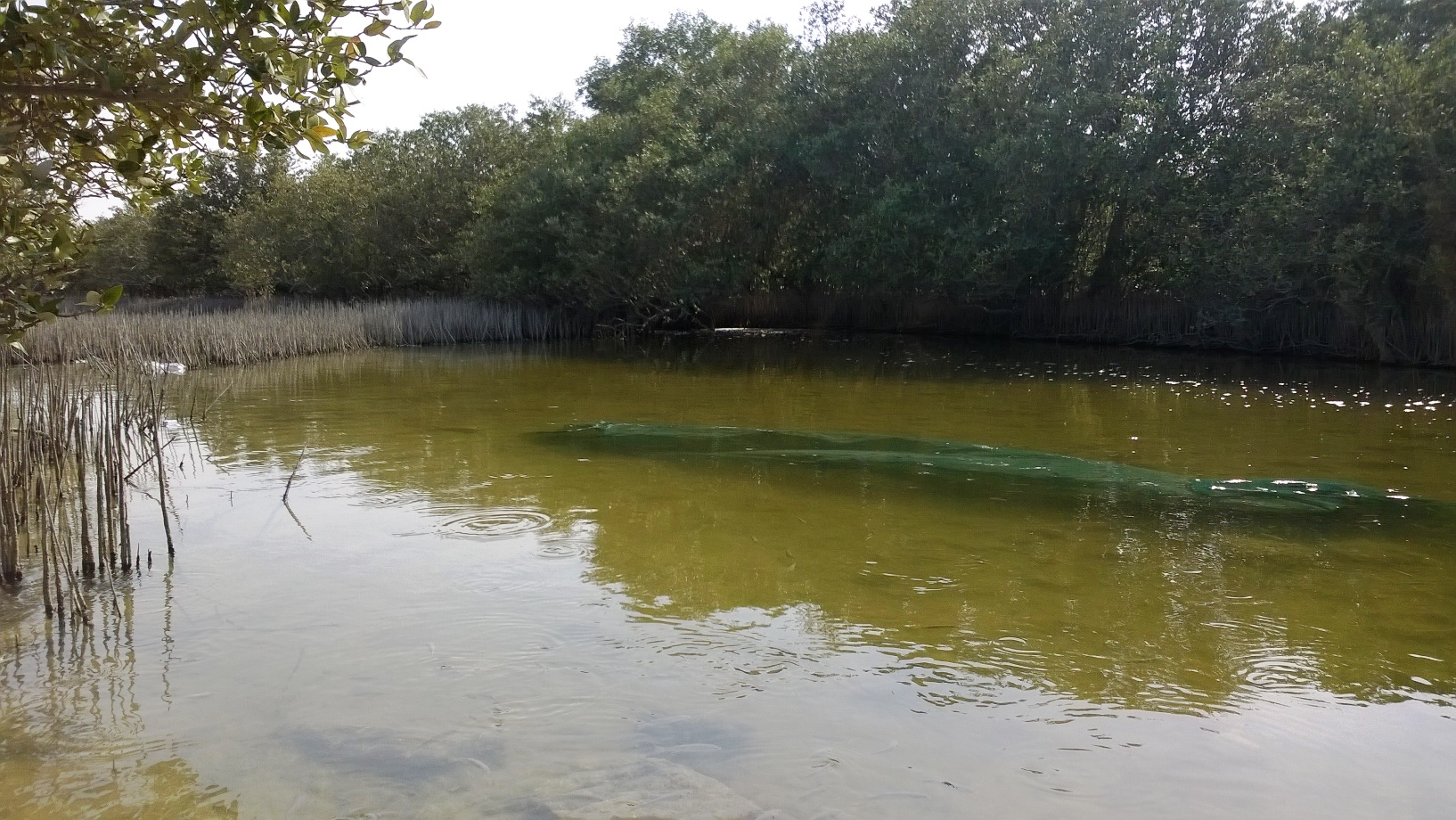
Bosque de manglares en la isla.
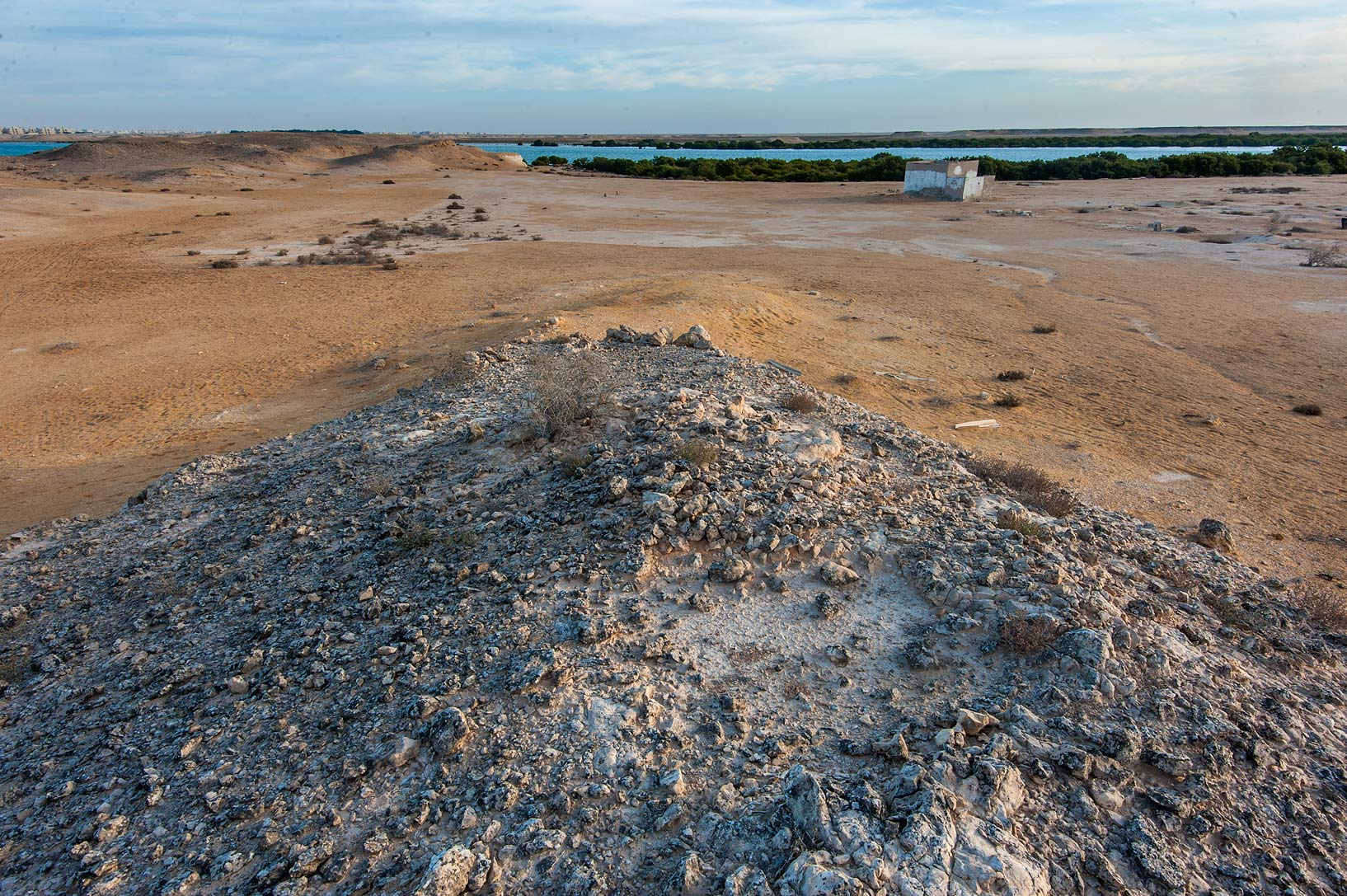
Vista de la isla desde una loma.